# Stenodyneriellus insularis
Stenodyneriellus insularis är en stekelart som först beskrevs av Smith 1858.  Stenodyneriellus insularis ingår i släktet Stenodyneriellus och familjen Eumenidae. Inga underarter finns listade i Catalogue of Life.